# گورگن تونونتس
گورگن هوهانسی تونونتس (ارمنی: Գուրգեն Հովհաննեսի Թոնունց؛ ۲ سپتامبر ۱۹۲۲ – ۲۱ سپتامبر ۱۹۹۷) یک بازیگر اهل ارمنستان بود. وی بین سال‌های ۱۹۵۷ تا ۱۹۹۱ میلادی فعالیت می‌کرد.

## زندگی‌نامه
وی در ۲ سپتامبر ۱۹۲۲ در تفلیس به دنیا آمد و از مؤسسه سینمایی گراسیموف فارغ‌التحصیل شد. وی همچنین برندهٔ جوایزی همچون نشان جنگ میهنی درجه دو، نشان جنگ میهنی درجه یک، نشان دوستی، هنرمند مردمی ارمنستان شوروی و هنرمند مردمی روسیه شده است. وی در ۲۱ سپتامبر ۱۹۹۷ در سن ۷۵ سالگی در مسکو درگذشت و در گورستان ترویکوروفسکوی به خاک سپرده شد.

## گزیده فیلمشناسی
از فیلم‌ها یا برنامه‌های تلویزیونی که وی در آن نقش داشته است می‌توان به من شخصاً او را می‌شناسم (۱۹۵۷)، ناصرالدین در خجند (۱۹۵۹)، اشاره کرد.